# Chionaema adita
Chionaema adita là một loài bướm đêm thuộc phân họ Arctiinae, họ Erebidae.